# Países Bajos en los Juegos Paralímpicos de Tokio 2020
Los Países Bajos estuvieron representados en los Juegos Paralímpicos de Tokio 2020 por un total de 70 deportistas, 41 mujeres y 29 hombres.

## Medallistas
El equipo paralímpico neerlandés obtuvo las siguientes medallas:
| Nombre | Deporte                       | Evento                                      |
| --- | ----------------------------- | ------------------------------------------- |
| Oro |                               |                                             |
| Marlene van Gansewinkel | Atletismo                     | 100 m T64 femenino                          |
| Marlene van Gansewinkel | Atletismo                     | 200 m T64 femenino                          |
| Fleur Jong | Atletismo                     | Salto de lonitud T64 femenino               |
| Ilse Arts Mariska Beijer Lindsay Frelink Sylvana van Hees Chèr Korver Bo Kramer Saskia Pronk Carina de Rooij Julia van der Sprong Anouk Taggenbrock Jitske Visser Xena Wimmenhoeve | Baloncesto en silla de ruedas | Torneo femenino                             |
| Tristan Bangma | Ciclismo en pista             | Persecución individual B masculino          |
| Larissa Klaassen | Ciclismo en pista             | 1 km contrarreloj B femenino                |
| Jennette Jansen | Ciclismo en ruta              | Ruta H1-4 femenino                          |
| Jetze Plat | Ciclismo en ruta              | Ruta H4 masculino                           |
| Jetze Plat | Ciclismo en ruta              | Contrarreloj H4 masculino                   |
| Mitch Valize | Ciclismo en ruta              | Ruta H5 masculino                           |
| Mitch Valize | Ciclismo en ruta              | Contrarreloj H5 masculino                   |
| Vincent ter Schure | Ciclismo en ruta              | Ruta B masculino                            |
| Daniel Abraham Gebru | Ciclismo en ruta              | Contrarreloj C5 masculino                   |
| Sanne Voets | Hípica                        | Doma individual grado IV mixto              |
| Sanne Voets | Hípica                        | Doma individual estilo libre grado IV mixto |
| Rogier Dorsman | Natación                      | 100 m braza SB11 femenino                   |
| Rogier Dorsman | Natación                      | 200 m estilos SM11 femenino                 |
| Rogier Dorsman | Natación                      | 400 m libre S11 femenino                    |
| Chantalle Zijderveld | Natación                      | 100 m braza SB9 femenino                    |
| Chantalle Zijderveld | Natación                      | 200 m estilos SM10 femenino                 |
| Kelly van Zon | Tenis de mesa                 | Individual 7 femenino                       |
| Diede de Groot | Tenis en silla de ruedas      | Individual femenino                         |
| Aniek van Koot Diede de Groot | Tenis en silla de ruedas      | Dobles femenino                             |
| Sam Schröder Niels Vink | Tenis en silla de ruedas      | Quad dobles mixto                           |
| Jetze Plat | Triatlón                      | PTWC masculino                              |
| Plata |                               |                                             |
| Noëlle Roorda | Atletismo                     | Jabalina F46 femenino                       |
| Olivier Hendriks | Atletismo                     | 400 m T62 masculino                         |
| Alyda Norbruis | Ciclismo en pista             | 500 m contrarreloj C1-3 femenino            |
| Tristan Bangma | Ciclismo en ruta              | Ruta B masculino                            |
| Vincent ter Schure | Ciclismo en ruta              | Contrarreloj B masculino                    |
| Frank Hosmar | Hípica                        | Doma individual estilo libre grado V mixto  |
| Frank Hosmar Sanne Voets Rixt van der Horst | Hípica                        | Doma por equipos grado I-V mixto            |
| Chantalle Zijderveld | Natación                      | 50 m libre S10 femenino                     |
| Chantalle Zijderveld | Natación                      | 100 m libre S10 femenino                    |
| Liesette Bruinsma | Natación                      | 100 m libre S11 femenino                    |
| Liesette Bruinsma | Natación                      | 400 m libre S11 femenino                    |
| Lisa Kruger | Natación                      | 100 m braza SB9 femenino                    |
| Bas Takken | Natación                      | 400 m libre S10 masculino                   |
| Annika van der Meer Corné de Koning | Remo                          | Scull doble PR2Mix2x mixto                  |
| Kelly van Zon Frederique van Hoof | Tenis de mesa                 | Equipo 6-8 femenino                         |
| Tom Egberink | Tenis en silla de ruedas      | Individual masculino                        |
| Sam Schröder | Tenis en silla de ruedas      | Quad individual mixto                       |
| Bronce |                               |                                             |
| Kimberly Alkemade | Atletismo                     | 200 m T64 femenino                          |
| Nikita den Boer | Atletismo                     | Maratón T54 femenino                        |
| Marlene van Gansewinkel | Atletismo                     | Salto de longitud T64 femenino              |
| Caroline Groot | Ciclismo en pista             | 500 m contrarreloj C4-5 femenino            |
| Jennette Jansen | Ciclismo en ruta              | Contrarreloj H1-4 femenino                  |
| Daniel Abraham Gebru | Ciclismo en ruta              | Ruta C4-5 masculino                         |
| Tim de Vries | Ciclismo en ruta              | Ruta H5 masculino                           |
| Rixt van der Horst | Hípica                        | Doma individual grado III mixto             |
| Frank Hosmar | Hípica                        | Doma individual grado V mixto               |
| Lisa Kruger | Natación                      | 100 m espalda S10 femenino                  |
| Lisa Kruger | Natación                      | 100 m libre S10 femenino                    |
| Lisa Kruger | Natación                      | 200 m estilos SM10 femenino                 |
| Chantalle Zijderveld | Natación                      | 100 m mariposa S10 femenino                 |
| Bas Takken | Natación                      | 200 m estilos SM10 masculino                |
| Thomas van Wanrooij | Natación                      | 200 m estilos SM13 masculino                |
| Niels Vink | Tenis en silla de ruedas      | Quad individual mixto                       |
| Tom Egberink Maikel Scheffers | Tenis en silla de ruedas      | Dobles masculino                            |